# Магер, Норм
Норман Клиффорд «Норм» Магер (англ. Norman Clifford "Norm" Mager, 23 марта 1926 — 17 марта 2005) — американский профессиональный баскетболист. За свою профессиональную карьеру он отыграл всего один сезон 1950/51 годов в Национальной баскетбольной ассоциации за клуб «Балтимор Буллетс». Магер был одним из ключевых игроков чемпионского состава баскетбольной команды Городского колледжа Нью-Йорка «ГКНЙ Биверс», которая в 1950 году впервые в истории студенческого баскетбола выиграла в один год два постсезонных турнира — Национальный пригласительный турнир и турнир NCAA.
Магер учился в старшей школе Лафайетт в Бруклине и по завершении обучения поступил в университет Сент-Джонс. Когда началась Вторая мировая война его призвали в армию и он два с половиной года отслужил в Военно-воздушных силах Армии США. После завершения войны он поступил в Городской колледж так как, чтобы вернуться обратно в Сент-Джонс ему надо было бы ждать полгода. В чемпионском сезоне 1949/50 годов он в среднем за игру набирал 3,6 очка, однако в турнире NCAA он набирал уже 12,6 очка и по итогам сезона был включён в сборную всех звёзд Восточного региона. В турнире NIT его показатели были не такими впечатляющими — он в среднем за игру набирал 4,7 очка.
В 1950 году он был выбран на драфте НБА в пятом раунде клубом «Балтимор Буллетс». За «Буллетс» Магер успел отыграть всего 24 игры, в среднем набирая по 5,2 очка и делая 2 подбора за игру. Однако вскоре разгорелся скандал когда выяснилось, что некоторые игроки Городского колледжа были связаны с букмекерами и влияли на окончательный счёт поединков таким образом, чтобы их команда проигрывала с определённым разрывом. Магер, как и другие члены баскетбольной команды Городского колледжа получил пожизненный запрет на выступление в НБА.
Позже Магер работал на руководящей должности в клининговой компании, уйдя на пенсию в 2000 году. 17 марта 2005 года Норм умер от рака в Бойнтон-Бич (штат Флорида).

## Статистика

### Статистика в НБА
| Сезон                                                                                    | Команда  | Регулярный сезон | Регулярный сезон | Регулярный сезон | Регулярный сезон | Регулярный сезон | Регулярный сезон | Регулярный сезон | Регулярный сезон | Регулярный сезон | Регулярный сезон | Регулярный сезон | Серия плей-офф | Серия плей-офф | Серия плей-офф | Серия плей-офф | Серия плей-офф | Серия плей-офф | Серия плей-офф | Серия плей-офф | Серия плей-офф | Серия плей-офф | Серия плей-офф |
| Сезон                                                                                    | Команда  | GP               | GS               | MPG              | FG%              | 3P%              | FT%              | RPG              | APG              | SPG              | BPG              | PPG              | GP             | GS             | MPG            | FG%            | 3P%            | FT%            | RPG            | APG            | SPG            | BPG            | PPG            |
| ---------------------------------------------------------------------------------------- | -------- | ---------------- | ---------------- | ---------------- | ---------------- | ---------------- | ---------------- | ---------------- | ---------------- | ---------------- | ---------------- | ---------------- | -------------- | -------------- | -------------- | -------------- | -------------- | -------------- | -------------- | -------------- | -------------- | -------------- | -------------- |
| 1950/51                                                                                  | Балтимор | 24               |                  |                  | 28,2             |                  | 78,6             | 2,0              | 1,0              |                  |                  | 5,2              | Не участвовал  | Не участвовал  | Не участвовал  | Не участвовал  | Не участвовал  | Не участвовал  | Не участвовал  | Не участвовал  | Не участвовал  | Не участвовал  | Не участвовал  |
|                                                                                          | Всего    | 24               |                  |                  | 28,2             |                  | 78,6             | 2,0              | 1,0              |                  |                  | 5,2              | Не участвовал  | Не участвовал  | Не участвовал  | Не участвовал  | Не участвовал  | Не участвовал  | Не участвовал  | Не участвовал  | Не участвовал  | Не участвовал  | Не участвовал  |
| Наведите курсор мыши на аббревиатуры в заголовке таблицы, чтобы прочесть их расшифровку. |          |                  |                  |                  |                  |                  |                  |                  |                  |                  |                  |                  |                |                |                |                |                |                |                |                |                |                |                |